# تريفور بورتون
تريفور بورتون (بالإنجليزية: Trevor Burton)‏ هو عازف قيثارة وموسيقي بريطاني، ولد في 9 مارس 1949 في برمنغهام في المملكة المتحدة.